# Estación de Ossingen
La estación de Ossingen es una estación ferroviaria de la comuna suiza de Ossingen, en el Cantón de Zúrich.

## Historia y situación
La estación de Ossingen fue abierta en el año 1875 con la inauguración de la línea Winterthur - Etzwilen por parte del Schweizerischen Nationalbahn (SNB), que sería absorbido por el Schweizerische Nordostbahn (NOB), el cual a su vez se integró en 1902 en los SBB-CFF-FFS.
La estación se encuentra ubicada en borde norte del núcleo urbano de Ossingen. Consta de dos andenes centrales a los que acceden dos vías pasantes, a las que hay que añadir una tercera vía topera.
La estación está situada en términos ferroviarios en la línea férrea Winterthur - Etzwilen. Sus dependencias ferroviarias colaterales son la estación de Dinhard hacia Winterthur y la estación de Stammheim en dirección Etzwilen.

## Servicios ferroviarios
Los servicios son prestados por SBB-CFF-FFS:

### S-Bahn Zúrich
La estación está integrada dentro de la red de trenes de cercanías S-Bahn Zúrich, y en la que efectúan parada los trenes de una línea perteneciente a S-Bahn Zúrich:
- S 29 Winterthur – Seuzach - Stein am Rhein